# 台湾赛楠
台湾赛楠（学名：Nothaphoebe konishii）为樟科赛楠属下的一个种。生长在常绿阔叶林中。分布于台湾中部及南部。树皮黑褐色，平滑。